# Michael F. Conry

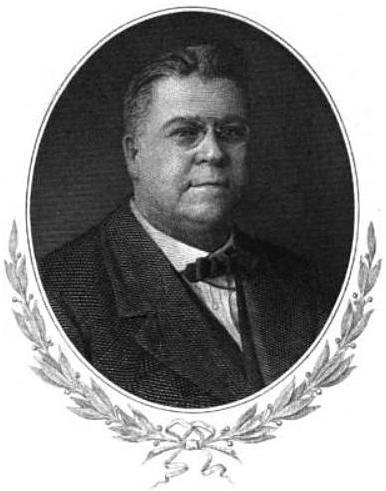
Michael F. Conry, 1916

Michael Francis Conry (* 2. April 1870 in Shenandoah, Pennsylvania; † 2. März 1917 in Washington, D.C.) war ein US-amerikanischer Jurist und Politiker. Zwischen 1909 und 1917 vertrat er den Bundesstaat New York im US-Repräsentantenhaus.

## Werdegang
Michael Francis Conry wurde ungefähr fünf Jahre nach dem Ende des Bürgerkrieges in Shenandoah im Schuylkill County geboren. Er arbeitete bis zu seiner Verkrüppelung im Kohlebergbau. In der folgenden Zeit besuchte er öffentliche Schulen. Er unterrichtete mehrere Jahre lang. 1896 graduierte er an der rechtswissenschaftlichen Fakultät der University of Michigan in Ann Arbor. Nach dem Erhalt seiner Zulassung als Anwalt begann er in Scranton zu praktizieren. Im Jahr 1900 kandidierte er erfolglos für den 57. Kongress. Dann zog er nach New York City, wo er weiter als Anwalt tätig war. Er war zwei Jahre lang als Assistant Corporation Counsel in New York City tätig. Politisch gehörte er der Demokratischen Partei an.
Bei den Kongresswahlen des Jahres 1908 für den 61. Kongress wurde Conry im zwölften Wahlbezirk von New York in das US-Repräsentantenhaus gewählt, wo er am 4. März 1909 die Nachfolge von William Bourke Cockran antrat. Er wurde vier Mal in Folge wiedergewählt, starb allerdings, bevor er seine letzte Amtszeit antreten konnte, am 2. März 1917 in Washington D.C. Sein Leichnam wurde dann auf dem Calvary Cemetery in New York City beigesetzt.